# Lerista elongata
Lerista elongata är en ödleart som beskrevs av  Glen Milton Storr 1990. Lerista elongata ingår i släktet Lerista och familjen skinkar. IUCN kategoriserar arten globalt som livskraftig. Inga underarter finns listade i Catalogue of Life.

## Utbredning och habitat
Arten förekommer i sydaustralien och trivs bäst i ökenmiljö med stenar eller lerjord samt gles vegetation.